# Guarda (Suíça)
Guarda é uma comuna da Suíça, no Cantão Grisões, com cerca de 167 habitantes. Estende-se por uma área de 31,45 km², de densidade populacional de 5 hab/km². Confina com as seguintes comunas: Ardez, Galtür (AT-7), Gaschurn (AT-8), Lavin.
A língua oficial nesta comuna é o romanche, a qual, segundo o censo de 2000, era falada por 62,5% da população, vindo, em seguir, o alemão, falado por 30,6% dos habitantes da comuna.
Situada na zona mais profunda dos Grisões, na Baixa Engadina, Guarda é conhecida pelo conto tradicional suíço 'Schellenursli'. Situada a 1.600 metros de altura, apresenta uma imagem idílica e intocada de uma Suíça tradicional, tendo recebido o Prémio Wakker da povoação melhor preservada do país. O seu centro histórico é considerado um tesouro nacional. Guarda possui percursos ideais para praticar caminhadas em família.